# Игуман Платон (Милојевић)
Платон (световно Петар С. Милојевић; Горња Горевница, код Чачка, 14. октобар 1906 — Манастир Јовања, 12. јул 1993) био је православне игуман манастира Љубостиње, Велућа, Раче, Вујана, Благовештења и Студенице.

## Биографија
Платон (Милојевић) рођен је у љубићком срезу, у Горњој Горевници, где је завршио основну школу. Монашку школу завршава у манастиру Раковици, а 1928. постаје монах манастира Јовање. После две године прелази у овчарско—кабларско Благовештење, па затим постаје старешина манастира Љубостиње (од 1932. до 1934. године). Тада одлази у Велуће, где је такође био игуман све до краја 1938. године. Владика Николај Велимировић му 1937. додељује чин синђела у манастиру Руденици. Првог јануара 1939. Платон постаје игуман манастира Раче код Бајине Баште, и на тој функцији остаје све до 1949. године, када одлази у Вујан, где се задржава неколико месеци, пре него што ће се опет вратити у Благовештење. Међутим, Милојевић се чак ни овде не задржава дуго јер већ 1950. постаје игуман Студенице. У периоду између 1951. и 1954. године он је поново био старешина Вујана, па се још једном враћа у Студеницу и ту остаје до 1961. године. То је уједно било и његово последње управљање неким манастиром.
Милојевић је био добар пријатељ патријарха Германа Ђорића, код кога је живео у старости. Ђорићу је Платон био управник патријаршијског двора. Дубоку старост проводи у Матарушкој Бањи и у Чачку. Сахрањен је у манастиру Јовањи.
Платон Милојевић је током Другог светског рата у манастиру Рачи чувао и сачувао Мирослављево јеванђеље, те га предао Народном музеју у Београду.